# Хо Ши Минов маузолеј
Хо Ши Минов маузолеј је монументална грађевина у којој се налази тело вијетнамског вође. Налази се у главном граду Ханоју, на тргу Ба Дин где је Хо Шим Мин, 2. септембра 1945, прочитао пред народом Декларацију независности Демократске Републике Вијетнам.

## Историјат
Изградња маузолеја започела је 2. септембра 1973, а свечано отварање 29. августа 1975. године. Маузолеј је грађен по узору на Лењинов у Москви, али се састоји од карактеристичних вијетнамских архитектонских елемената. Екстеријер је изграђен од сибог гранита, а ентеријер од сивог, црног и црвеног исполираног камена. Изнад улаза у маузолеј стоји натпис „Chủ tịch Hồ Chí Minh” („Председник Хо Ши Мин“).
Иако је Хо Ши Мин у својој опоруци навео да га након смрти кремишу и расеју над Вијетнамом, његово је тело напослетку смештено у маузолеј.
Маузолеј је висок 21.6 и широк 41.2 метра. Трг испред маузолеја је подељен на 240 зелених парцела раздвојених путевима. Паркови који окружују маузолеј састоје се од готово 250 различитих врста биљака, стабала и цвећа из различитих делова Вијетнама.
Хо Ши Миново тело налази се у централној дворани маузолеја. Чувају га припадници почасне војне страже. Маузолеј је за посетиоце отворен сваким даном од 9:00 ујутро до поднева.